# Lood-208
Lood-208 of 208Pb is een stabiele isotoop van lood, een hoofdgroepmetaal. Het is een van de vier stabiele isotopen van het element, naast lood-204, lood-206 en lood-207. De abundantie op Aarde bedraagt 52,4% en daarmee is het de meest voorkomende isotoop van het element. 
Lood-208 kan ontstaan door radioactief verval van thallium-208, bismut-208 of polonium-212.
{\displaystyle {\ce {{^{208}_{81}Tl}->{^{208}_{82}Pb}+{e^{-}}+{\bar {\nu }}_{e}}}}
{\displaystyle {\ce {{^{208}_{83}Bi}->{^{208}_{82}Pb}+{e^{+}}+{\nu }_{e}}}}
{\displaystyle {\ce {{^{212}_{84}Po}->{^{208}_{82}Pb}+\,_{2}^{4}\alpha }}}

## Stabiliteit
Lood-208 is de zwaarste bekende volledig stabiele isotoop. Dit is te danken aan het feit dat de kern zowel een magisch aantal protonen (82) als een magisch aantal neutronen (126) bezit. Lood-208 vormt het eindpunt van talrijke vervalreeksen van zwaardere nucliden, in het bijzonder van thorium-232. In thoriumertsen kan de isotoop daardoor sterk aangerijkt zijn (tot 90% van alle lood).
Desondanks wordt de isotoop ervan verdacht via alfaverval te vervallen tot de stabiele isotoop kwik-204.
{\displaystyle {\ce {{^{208}_{82}Pb}->{^{204}_{80}Hg}+\,_{2}^{4}\alpha }}}
Omdat de halveringstijd, 20 triljoen jaar, echter talloze malen groter is dan de leeftijd van het universum, kan de isotoop als stabiel worden beschouwd.
178Pb · 179Pb · 180Pb · 181Pb · 182Pb · 183Pb · 183mPb · 184Pb · 185Pb · 185mPb · 186Pb · 187Pb · 187mPb · 188Pb · 188m1Pb · 188m2Pb · 189Pb · 189mPb · 190Pb · 190m1Pb · 190m2Pb · 190m3Pb · 191Pb · 191mPb · 192Pb · 192m1Pb · 192m2Pb · 192m3Pb · 193Pb · 193m1Pb · 193m2Pb · 194Pb · 195Pb · 195m1Pb · 195m2Pb · 196Pb · 196m1Pb · 196m2Pb · 196m3Pb · 196m4Pb · 197Pb · 197m1Pb · 197m2Pb · 198Pb · 198m1Pb · 198m2Pb · 198m3Pb · 199Pb · 199m1Pb · 199m2Pb · 200Pb · 201Pb · 201m1Pb · 201m2Pb · 202Pb · 202m1Pb · 202m2Pb · 202m3Pb · 203Pb · 203m1Pb · 203m2Pb · 203m3Pb · 204Pb · 204m1Pb · 204m2Pb · 204m3Pb · 205Pb · 205m1Pb · 205m2Pb · 205m3Pb · 206Pb · 206m1Pb · 206m2Pb · 207Pb · 207mPb · 208Pb · 208mPb · 209Pb · 210Pb · 210mPb · 211Pb · 212Pb · 212mPb · 213Pb · 214Pb · 215Pb · 216Pb · 217Pb · 218Pb · 219Pb · 220Pb